# Athysanopsis
Athysanopsis — рід цикадок із ряду клопів.

## Опис
Цикадки розміром 7—8 мм. Стрункі, з паралельно-стороннім тіменем і борозенкою між очима на переході обличчя в тім'я. Близько 4 видів.

## Систематика
У складі роду:
- Athysanopsis nitobei Mats.)
- Athysanopsis nuchalis Jacobi